# Câncer anal
Câncer anal (português brasileiro) ou cancro anal (português europeu) é um tipo de câncer que ocorre no canal anal e margens anais. Possuem maior incidência em indivíduos do sexo feminino os tumores de canal anal; tumores de margem anal ocorrem com maior frequência em homens.

## Fatores de risco
Dentre os principais fatores de risco, estão:
- Intensa vida sexual, com maior risco de exposição ao HPV;
- HPV;
- HIV;
- Consumo de fumo e derivados do tabaco;
- Falta da ingestão de fibras;
- Fístula anal crônica.

## Tipos histológicos
Segundo a Organização Mundial da Saúde (OMS), dividem-se em:
- Epidermoide
  - Espinocelular
  - Basaloide
  - Mucoepidermoide
- Adenocarcinoma
- Linfoma
- Melanoma
- Doença de Paget
- Doença de Bowen
- Sarcoma de Kaposi[2]